# Acide aldonique

Structure chimique de l'acide gluconique, un acide aldonique dérivé du glucose.

Un acide aldonique est un ose acide obtenu par oxydation du groupe aldéhyde d'un aldose en groupe carboxyle ; ils ont en général pour formule HOOC-(CHOH)n-CH2OH. Différemment, l'oxydation du groupe hydroxyle terminal au lieu du groupe aldéhyde donne un acide uronique, et l'oxydation des deux donne un acide aldarique.
Les acides aldoniques sont typiquement préparés par oxydation de l'ose par le dibrome. On les trouve généralement sous leur forme lactone, donc la structure cyclique est essentiellement la même que la forme hémiacétal cyclique de l'ose original, forme sous laquelle on le trouve habituellement. Cependant, contrairement aux hémiacétals, la lactone n'a pas de carbone anomère stéréogène et elle ne peut pas former de liaison osidique.
Les acides aldoniques sont présents dans de nombreux systèmes biologiques et sont les produits d'oxydation d'un aldose par le réactif de Benedict ou la liqueur de Fehling. Leurs formes lactones sont des intermédiaires-clés dans la synthèse de Kiliani-Fischer de sucres.
La nomenclature des acides aldoniques et de leurs lactones est similaire à celle des oses, en remplaçant respectivement le suffixe « -ose » par « -onique » et en précédant de « acide », ou en remplaçant par « -onolactone ». Par exemple, le D-glucose est oxydé en acide D-gluconique ou en D-gluconolactone,.